# Abatoleon dorsalis
Abatoleon dorsalis är en insektsart som först beskrevs av Banks 1903.  Abatoleon dorsalis ingår i släktet Abatoleon och familjen myrlejonsländor. Inga underarter finns listade i Catalogue of Life.